# Samuel Rubenson
Samuel Torsten Rubenson, född 12 maj 1955 i Addis Abeba, Etiopien, är professor i kyrkohistoria vid Lunds universitet och präst i Svenska kyrkan. Han är son till professor Sven Rubenson och hans fru Britta Rubenson.

## Biografi
Rubenson blev filosofie kandidat vid Lunds universitet 1979 och teologie kandidat 1980. Han blev teologie doktor 1990 på en avhandling om det tidigkristna munkväsendet. År 1992 blev han forskarassistent och 1993 forskare där i Mellanösterns religioner. År 1999 blev han professor i kyrkohistoria vid Lunds universitet. 
Sedan 1993 är Rubenson preses i Collegium Patristicum Lundense och har varit redaktör/medredaktör för de 5 första banden av Svenskt Patristiskt Bibliotek - en serie på 10 band om kristendomens 500 första år. Han är också nordisk gästprofessor i patristik vid institutionen för klassiska språk, ryska och religionsvetenskap vid Universitetet i Bergen. Han är specialiserad på Orientens kyrkosamfund och medutgivare av Acta Æthiopica, en publikation av etiopiska originaldokument i flera volymer.
Rubenson har intresserat sig för historik och visdom från de första kristna klostren i Egyptens öken, de så kallade "ökenfäderna". Han framhåller att detta påverkat honom starkt personligen, och fått honom att inse att saker tar tid, vikten av tålamod och stillhet. Han har medverkat i 3 böcker om ökenfädernas tänkespråk.
Under perioden 2009–2016 ledde Rubenson forskningsprojektet Det tidiga klosterväsendet och det antika bildningsidealet. Projektet sökte belysa hur den tidigare klosterrörelsen växte fram i kontinuitet med det senantika grekisk-romerska bildningsidealet. Projektet finansierades av Riksbankens Jubileumsfond och publicerade 2016 sin slutrapport Det tidiga klosterväsendet och den antika bildningen: slutrapport från ett forskningsprogram.
Fram till år 2022 var Samuel Rubenson preses för Johannesakademin, en ekumenisk studie- och samtalsmiljö som förvaltas av Ekumeniska Kommuniteten i Bjärka-Säby. 

## Utmärkelser, ledamotskap och priser
- Ledamot av Vetenskapssocieteten i Lund (LVSL, 1995)[7]
- H.M. Konungens medalj av 8:e storleken i Serafimerordens band, 28 januari 2025[8]